# فيلا هامرشميدت
فيلا هامرشميدت (بالألمانية:Villa Hammerschmidt) هي فيلا تقع في مدينة بون الألمانية كانت بمثابة المقر الرسمي الرئيسي ومقر إقامة رئيس جمهورية ألمانيا الاتحادية من عام 1950 حتى عام 1994. قام الرئيس الألماني ريتشارد فون فايتسكر بجعل قصر بيليفو في برلين مقره الرسمي الرئيسي ومقرإقامته في عام 1994، ومنذ عام 1994 عملت فيلا هامرشميدت كمقعد رسمي ثانوي ومقر إقامة ثانوي للرئيس. في ألمانيا تسمى فيلا هامرشميدت أيضا ب«البيت الأبيض في بون» ويرجع ذلك إلى التشابه الغامض مع البيت الأبيض في الولايات المتحدة الأمريكية.

## وصلات خارجية
- الموقع الرسمي